# Ivanovo, Banatul de Sud

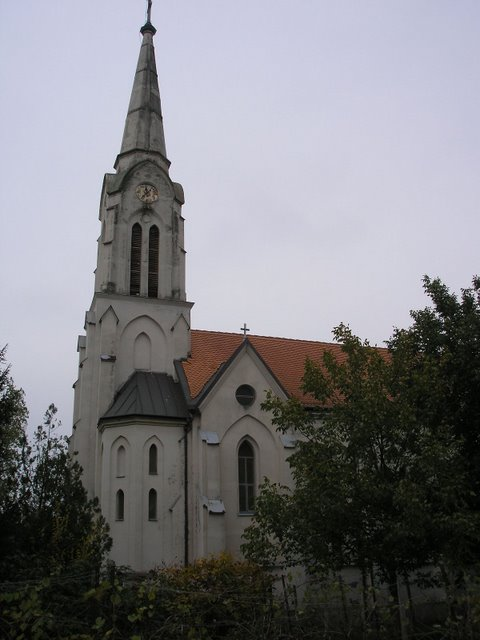
Biserica romano-catolică din sat

Ivanovo (sârbă Иваново, cu alfabetul latin: Ivanovo, maghiară Sándoregyháza, germană Alexanderkirchen sau Iwanowo) un sat situat în districtul Banatul de Sud din Voivodina, (Serbia). Este situat la o distanță de 18 km SE de Pancevo și 35 km SE de Belgrad.

## Structura etnică
În 2002, populația satului (1131 locuitori) era scindată etnic astfel:
- 39, 96% maghiari
- 27,14 % bulgari
- 19,71% sârbi
- 2,12% yugoslavi
- 1,14% macedoneni
- 0,79% croați
- 0,44% români
- 0,35% sloveni
- 0,35% germani
- 0,36% muntenegreni
- 7,64% nedeciși/alte naționalități

1. ↑  , Republicki geodetski zavod[*] http://web.archive.org/web/20160530172604/http://www.rgz.gov.rs/upload/web/Spisak%20KO-20150521.zip, arhivat din original la 30 mai 2016 Lipsește sau este vid: |title= (ajutor)